# Mus sorella
Mus sorella é uma espécie de roedor da família Muridae.
Pode ser encontrada nos seguintes países: República Democrática do Congo, Quénia, Tanzânia e Uganda.
Os seus habitats naturais são: florestas subtropicais ou tropicais húmidas de baixa altitude, regiões subtropicais ou tropicais húmidas de alta altitude e savanas áridas.